# في الصيف لازم نحب (فلم)
في الصيف لازم نحب فيلم كوميدي مصري أُصدر عام 1974، من بطولة صلاح ذو الفقار، وإخراج محمد عبد العزيز.

## القصة
ويدور حول د. نبيل (صلاح ذو الفقار) الطبيب النفسي الذي يصطحب مجموعة من نزلاء مستشفى للأمراض النفسية إلى أحد المصايف في مدينة الإسكندرية تحت إشراف ممرضه لإكمال العلاج وتحسين تفاعلهم مع الأسوياء ولكن يقعون في الحب ليتم شفاهم في نهاية الفيلم ويمتلكون القدرة على مواجهة مشكلاتهم.

## بطولة
- صلاح ذو الفقار
- سمير غانم
- نور الشريف
- لبلبة
- ماجدة الخطيب
- عبد المنعم مدبولي
- أسامة عباس
- سمير صبري
- مديحة كامل
- توفيق الدقن
- إبراهيم سعفان
- وداد حمدي

## روابط خارجية
- مقالات تستعمل روابط فنية بلا صلة مع ويكي بيانات